# Pterogorgia guadalupensis
Pterogorgia guadalupensis is een zachte koraalsoort uit de familie Gorgoniidae. De koraalsoort komt uit het geslacht Pterogorgia. Pterogorgia guadalupensis werd in 1846 voor het eerst wetenschappelijk beschreven door Duchassaing & Michelin. 